# إلياس بو صعب
إلياس نقولا بو صعب (8 سبتمبر 1967 -) هو نائب الرئيس التنفيذي للجامعة الأمريكية في دبي ورئيس بلدية الشوير سابقاً – عين السنديانة في متن الشمالي اللبناني. شغل منذ يناير 2019 حتى 21 يناير 2020، منصب وزير دفاع لبنان.

## النشأة والدراسة
تعود جذوره إلى قرية الشويراللبنانية في المتن، محافظة جبل لبنان التي ولد وترعرع فيها، وتتألف أسرته من ستة أفراد (الوالد، الوالدة، ابنان وابنتان). التحق إلياس بو صعب بمدرسة «مار يوسف» في لبنان فتخرج منها وسافر إلى لندن ليكمل دراسته الجامعية هناك، يعدّ من الأفراد المجتهدين، المثقفين والمثابرين إذ كان يعمل في إدارة ماكدونالدز ويدرس في الوقت نفسه. لكن لا يتوقف الأمر هنا إذ أنه حاز على شهادات متنوعة ومنها الباكلوريوس في إدارة الأعمال والتسويق من الجامعة الأمريكية في لندن، المملكة المتحدة البريطانية، وقد انتخب آنذاك رئيساً لاتحاد الطلاب العرب في لندن. بالإضافة إلى شهادة الماجستير في العلاقات الدولية من جامعة بوسطن، في الولايات المتحدة وحل كأول رئيس لـ «رابطة الخريجين اللبنانيين في بريطانيا» سنة 1992.

## الانتقال إلى الخليج:[1]
الإمارات كانت المجال الأرحب لعمل إلياس بو صعب وفرصته للقاء العديد من الشخصيات والفعاليات المهمة في تلك البلاد. في عام 1995، انتقل بو صعب إلى دبي، الإمارات، حيث راودته آنذاك فكرة إنشاء جامعة في الخليج.عرض فكرة تأسيس جامعة أمركية في الخليج على نائب رئيس الدولة، رئيس مجلس الوزراء وحاكم دبي الشيخ محمد بن راشد آل مكتوم. فتكللت تلك الفكرة بالصدى الإيجابي وكانت هذه الجامعة الأولى في الخليج التي حازت على اعتماد من أمريكا.
كرئيس تنفيذي في الجامعة الأمركية في دبي يقوم إلياس بو صعب بتوجيه ودعم كل النشاطات التي تقام فيها. ويشرف على تنفيذ سياسات المؤسسة والتخطيط الطويل الأمد لضمان بيئة سليمة للطلاب، الإدارة، الهيئة التعليمية، والموظفين في الجامعة. فبدأ مشروع الجامعة الأمريكية في دبي من خلال تأسيس مبنى صغير يتضمن 120 طالب. وتوسّعت فيما بعد حتى أصبحت تضم سنة 2000 حوالي 3100 طالب من 85 جنسية من مختلف العالم وما زال عدد جنسيات الطلاب يتزايد حتى هذه اللحظة ليصل إلى 99 جنسية متنوعة. وفي السنوات التي تضمنت تأسيس الجامعة، ركزت رؤيته وقيادته على النهوض بالتعليم العالي محليا في «الإمارات» وعالميا أيضا.
بالإضافة إلى أن إلياس بو صعب يتميز بمهاراته التفاوضية مع أهم الجامعات، فضلاً عن مختلف الأنشطة التي تقود الجامعة إلى الارتقاء بسمعتها الأكاديمية الموثوق بها حتى اليوم. كما شارك في العديد من المبادرات وتنظيم المشاريع الخاصة، والتزم بدعم الخدمات المجتمعية. فقدم استشارات لعدة حكومات في الإمارات في قطاع التعليم العالي. كما أسس وشارك بنشاطات واسعة مع الجمعيات والمؤسسات المرموقة في جميع أنحاء العالم.
و منذ استلامه منصب نائب رئيس الجامعة التنفيذي من حوالي السبعة عشر عاما، عمل بو صعب بشكل وثيق مع مؤسسة كلينتون، فتم عقد شراكة مهمة معها حيث تتضمن توفير منحا دراسية سنوية لأربعين طالب من الولايات المتحدة الأمريكية للدراسة في منطقة الشرق الأوسط من خلال التحاقهم بالجامعة الأمريكية في دبي، (ضمن برنامج علماء كلينتون). وكان بو صعب عضوا نشطا في مبادرة كلينتون العالمية منذ تأسيسها في عام 2005 حيث ترتبت عليه التزامات عمل في عدة مناسبات. من خلال هذه الالتزامات، وإنشاء سلسلة من الشراكات مع كبرى الجامعات الأمريكية والأوروبية، مهد بو صعب الطريق للجامعة الأمريكية في دبي كي تلعب دورا مهما في التصدي للتحديات العالمية، وجاء ذلك في محاولة لردم الهوة بين الشرق والغرب ولتعزيز الانسجام والتفاهم بين الثقافات المختلفة.

## جمعية الصداقة الإماراتية اللبنانية:[2]
لا تقتصر نشاطاته على هذه الأعمال فقط، بل ساهم إلياس بو صعب بتأسيس جمعية الصداقة الإماراتية اللبنانية في 4 يونيو 2004، وهي جمعية غير حكومية تمثل شرائح مختلفة من الشعبين الشقيقين (الإماراتي واللبناني) وتعمل على دعم وتنظيم الفعاليات الاقتصادية والثقافية والاجتماعية وإيجاد فرص جديدة لتنشيط هذه الفعاليات التي تؤدي إلى خدمة البلدين. كما أن نشاطات الجمعية لا تتوقف هنا، بل تتعاون مع جميع المؤسسات والجمعيات في القطاعين العام والخاص ومشاركة الجهات الرسمية في الأنشطة بكلا الدولتين.وهي تتعاون مع المؤسسات الإعلامية للترويج للنشاطات والمؤتمرات والمشاريع، وتبادل الخبرات والاستفادة منها في كل من الإمارات ولبنان. نشاطات هذه الجمعية واسعة الأمد إذ تنظم الجمعية أنشطة سنوية لإبراز الوجه الحضاري والإطلاع على الأنشطة المختلفة في كلا البلدين.
يأتي تأسيس هذه الجمعية لتوطيد العلاقات بكافة أشكالها وألوانها، والاستفادة وتبادل الخبرات في كل جانب وتفعيل الأنشطة بمشاركة القطاعات الحكومية والخاصة. وتعتبر ترجمة عملية لجعل العلاقة الأخوية ذات التاريخ والماضي العريق أكثر فعالية، وأهم أهداف هذه الجمعية أنها تتطلع وتخطط لمستقبل أفضل يعود بالخير والازدهار والتطور على كلا الشعبين الشقيقين. بالإضافة أن لهذه الجمعية برنامج عملها السنوي الذي يشارك فيه العديد من الجهات من البلدين الشقيقين. وتمّ الإعلان رسميا عن هذه الجمعية في أمسية في دبي، وكان هذا الإعلان برعاية الفريق أول سمو الشيخ محمد بن راشد آل مكتوم ولي عهد دبي وزير الدفاع والرئيس اللبناني السابق العماد إميل لحود.

## إلياس بو صعب (رئيس بلدية)
إلى جانب عمله في الجامعة الأميركية في دبي انتخب عام 2009 رئيسا لبلدية ضهور الشوير في لبنان التي تشرف على جبال صنين وكسروان وتتمير بطابعها السياحي الجميل وهوائها العليل.وقد اقتحم أيضا مجال العديد من مبادرات تنظيم المشاريع، كما أنشأ وساهم في العديد من الالتزامات والمشاركات المدنية في تلك المنطقة، حيث تم وضع لائحة الإنجاز التي تألّفت من اختصاصيين «الإنجاز واجب». تم تحديد جميع الأهداف فيها واستطاع بو صعب تحقيق معظم المشاريع التي حددها. كان شعار اللائحة «إن جاز التعبير إنجاز التغيير واجب» حيث أوضح إلياس بو صعب أن لكل مرشح على لائحة الإنجاز مهمة سيتوليها وسيحاسب عليها في حال الفوز، والملفت أن هذه اللائحة لم تتقدّم بخطاب سياسي بل ببرنامج يختلف عن التقليد وخاضع للمناقشة مع أهالي البلدة. منذ فوز هذه اللائحة وتسلّمه منصب رئاسة البلدية حقق عدّة إنجازات وعد فيها وأثبت أن برنامجه كان متكامل الأولويات وفق مرتكزات ثلاثة: الرؤيا، القدرة على التنفيذ والتمويل بالإضافة إلى أنه التزم أمام كل الحاضرين أن برنامجه سيسلك طريقه إلى التّنفيذ في حال الفوز إما من التّمويل العام أو إن احتاج الأمر من ماله الخاص. والملفت أن البرنامج لا يتعاون مع أي أحزاب سياسية وينطلق من استقلالية المجلس البلدي. فمن المشاريع التي حققها خلال أربعة أشهر من تسلمه منصب الرئاسة:
- توفير خدمة الكهرباء بشكل متواصل 24/24 وبأقل تكلفة على أهل المنطقة، وكانت أول منطقة في لبنان تحصل على خدمة الكهرباء ليلا نهارا.
- توفير المولدات أثناء انقطاع التيار الكهربائي (حيث قدم أيضا إنارة مجانية لأهل البلدة خلال فترة الأعياد المجيدة)، ولم تقنصر خدماته في ضهور الشوير فقط بل قدم أيضا للمناطق المجاورة.
- تأمين المياه 24/24 في ضهور الشوير
- إعادة تنظيم مهرجان ضهور الشوير للمغتربين الذي يقام سنويا وإعطائه أكثر أهمية من خلال تغطية العديد من وسائل الإعلام وغيرها له بعد أن أهملته وزارة السياحة اللبنانية، وبالتالي إعادة الحق الحصري لبلدية ضهور الشوير بتنظيم انتخابات ملكة جمال المغتربين.
- تأمين الأمن والحراسة للمنطقة في فترتي الليل والنهار (حيث تم كشف ثلات عصابات سرقة في المنطقة).
- توسيع كافة الطرقات الحرجية التي تعتبر سياحية.
- إقامة دورة سعادة (مؤسس الحزب السوري القومي الاجتماعي) الرياضية كتكريم له ابن المنطقة التي شارك فيها فرقا من الأردن، سوريا، العراق، فلسطين وطبعا لبنان. بالإضافة إلى إقامة نصب تذكاري في مدخل البلدة يعود لسعادة تكريما من أبناء الشوير.
- تقديم منحا دراسية لطلاب لبنانيين برعاية سمو الشيخ محمد بن راشد آل مكتوم.
- زيارة وفد من البنك الدولي لبلدية الشوير لبحث أفق التعاون، وأيضا مجال التعاون مع الوفد الصيني.
- زيارة وفد من بلدية أودوس في فرنسا ورئيس اتحاد بلديات فرنسا الجنوبية «دومينيك ليدار» لبحث أفق التعاون والتوأم بين الطرفين.

بالإضافة إلى هذه المشاريع التي حققها ما زالت البلدية تعمل على تنفيذ مشاريع أخرى بإشراف الأستاذ إلياس بو صعب عليها ودعمه لها. وكذلك أسس وشارك في العديد من الجمعيات والمؤسسات المرموقة في جميع أنحاء العالم بالإضافة إلى منصبه كعضو سابق في مجلس إدارة القيادات العربية الشابة.

## الحياة الشخصية
متزوج من المغنية اللبنانية الفلسطينية جوليا بطرس منذ 1996 ولديه ولدان سامر وطارق.